# Didier Défago
Didier Défago (Morgins, 2 de outubro de 1977) é um esquiador alpino suíço. Ele é campeão suíço do downhill e do slalom gigante. Nos Jogos Olímpicos de Inverno de 2010 em Vancouver, conquistou a medalha de ouro no downhill.